# Sunnyslope (Washington)
Sunnyslope is een plaats (census-designated place) in de Amerikaanse staat Washington, en valt bestuurlijk gezien onder Chelan County.

## Demografie
Bij de volkstelling in 2000 werd het aantal inwoners vastgesteld op 2521.

## Geografie
Volgens het United States Census Bureau beslaat de plaats een oppervlakte van
26,1 km², waarvan 24,9 km² land en 1,2 km² water.

## Plaatsen in de nabije omgeving
De onderstaande figuur toont nabijgelegen plaatsen in een straal van 12 km rond Sunnyslope.